# Сюлли, Максимильен де Бетюн
Максимилье́н де Бетю́н (фр. Maximilien de Béthune), носивший титулы барона де Рони́ (фр. baron puis marquis de Rosny), а потом и герцога де Сюлли́ (фр. duc de Sully; 13 декабря 1560 — 22 декабря 1641) — глава французского правительства при короле Генрихе IV, суперинтендант финансов с 1597 по 26 января 1611 года.

## Биография
Сын католика, Максимильен де Рони был воспитан матерью в протестантской вере.
Будучи 11-летним ребёнком пережил в Париже Варфоломеевскую ночь, проявив при этом удивительную находчивость и самообладание. Вскоре после этого стал пажом Генриха Наваррского и затем бежал с ним в Наварру.
В начале 1580-х годов участвовал в Нидерландской кампании герцога Анжуйского, рассчитывая получить титул графа Гентского, некогда принадлежавший его предкам. После разгрома французских войск в Антверпене оставил герцога Анжуйского и вернулся на службу к королю Наваррскому. Вместе с ним Рони переживал войну с Лигой, оказывая на Генриха большое влияние. Будучи усердным кальвинистом и пользуясь огромным авторитетом среди гугенотов, Рони сам посоветовал Генриху принять католичество и убедил гугенотов примириться с вероотступничеством короля.
С 1594 года, то есть со времени вступления Генриха IV в Париж, Рони занимал первое место в государстве, взяв на себя управление всеми отраслями государственных дел, кроме дипломатических, и получил от короля титул герцога де Сюлли.
В 1597 году Сюлли был поставлен во главе финансов, а в 1599 году Генрих назначил его главным смотрителем над путями сообщения (фр. grand-voyer de France).
В 1601 году Сюлли был назначен главным начальником артиллерии и инспектором всех крепостей; в 1606 году Генрих наградил его титулом герцога. Честный, бережливый, сурово-прямодушный, неутомимо деятельный, Сюлли удержался во главе управления до самой смерти Генриха IV, несмотря на придворные интриги. Генрих ценил его преданность и нередко отказывался по его совету от легкомысленных затей. Вся деятельность Сюлли была направлена против коммерческого и промышленного меркантилизма. Она определяется его же словами: «labourage et pâturage sont deux mamelles, dont la France est alimentée et les vraies mines et trésors de Pérou». К развитию этих двух сил, то есть земледелия и скотоводства, и стремился Сюлли в своей экономической политике. Отдавая предпочтение сельскому хозяйству в ущерб промышленности, Сюлли явился предшественником физиократов.
Замок Сюлли не был родовым имением Максимильена де Бетюна - его род из Пикардии, а не с Луары. Замок Сюлли был подарен барону де Рони Генрихом IV-м вместе с титулом маркиза. Через некоторое время Генрих пожаловал (уже маркизу) де Сюлли герцогский титул.

## Достижения
Во время религиозных войн земледельческие работы, по словам королевской декларации 1595 года, почти всюду прекратились, поля были заброшены, деревни обнищали. Сюлли поставил себе целью поднять французскую нацию, облегчить положение земледельцев и не только восстановить сельское хозяйство, но и увеличить его производительность. Он освободил земледельцев от обязанности внести не уплаченные ими в срок налоги, сумма которых доходила до 20 млн. ливров. Земледелие, по мнению Сюлли, должно распадаться на полеводство, виноделие и лесоводство. Кроме производства хлеба, необходимо поощрять и скотоводство, как средство удобрения земли.
В обязанности правительства входит заботы об охране земледельческих продуктов от порчи и истребления, об удобствах перевозки их и экспорта. Свобода сделок и упорядоченная внешняя торговля особенно важны для развития земледелия. Указы от 16 мая 1595 года, 24 мая 1597 года и 4 августа 1598 года не только защищают личность земледельца от администрации и кредиторов, но охраняют его имущество, запрещая продажу за долги земли и земледельческих орудий. Подать, уплачиваемая крестьянами, была уменьшена на 4 млн ливров благодаря увеличению налогов с буржуазии; проценты понижены с 8 % и 10 % до 6 %. Эдикт 1600 года обеспечил крестьянам право пользования выгоном, предоставив приходам за незначительную цену выкупать общинные земли. Сюлли заботился об улучшении культуры земледелия, вводил новые сорта злаковый культур.
Так как земля, по его взглядам, была источником богатства, а следовательно и благосостояния государства, то он добился разрешения свободной хлебной торговли. 26 февраля 1601 года все провинции получили право вывоза хлеба и вина. К концу царствования Генриха IV Сюлли уплатил 100 млн ливров долга, то есть около 1/3 всех государственных долгов. Сюлли требовал от сборщиков дорожных пошлин надзора за содержанием дорог и мостовых, ежегодно выделял на улучшение дорог, постройку мостов и плотин более 1 млн ливров, строил мосты вместо паромов, а также станции пассажирские и товарные. Он задумал даже соединить Средиземное море с Северным, доказывая, что Франция благодаря реализации этого проекта, ежегодно будет экономить 2 млн ливров. Составив план соединения Луары с Сеной, Сюлли выделил в 1605 году 6000 солдат c приказанием начать работы, израсходовав на начальные работы 1 млн ливров. Работы эти прекратились тотчас после падения Сюлли.
12 октября 1604 года Сюлли заключил мирный договор, восстановивший нормальные отношения между Францией и Испанией и отменивший введённые Филиппом II 30 % пошлины на французские товары.
По договору 1606 года с Англией было условлено оберегать свободу и равноправность торговли, учреждены торговые компании и заведены колонии. Так как источник богатства страны Сюлли видел в звонкой монете, то все его меры клонились к привлечению денег путём земледелия. Он запретил вывозить из Франции какую бы то ни было монету под страхом конфискации всего, что будет найдено в транспорте, и всего имущества виновных, как тех, которые способствовали преступлению, так и тех, которые совершили его.
К промышленности Сюлли относился недоброжелательно, и в этом расходился с Генрихом IV. Он был против введения культуры шелковичного дерева, говоря, что шелковые фабрики только приучат французов к роскоши, но не сделают их богатыми: Франция может даже лишиться здоровых хлебопашцев и солдат, так как приучится к изнеженности.
В своём предубеждении против роскоши Сюлли издал ряд распоряжений, стеснявших промышленные предприятия; он требовал даже воздержания от всякой роскоши, чтобы прекратить покупку иностранных товаров. Он расследовал недостатки податной системы, упростил её и преобразовал, навёл порядок в составление отчетов. В 1610 году сбережения Франции превышали уже 12 миллионов ливров.
Парламентские должности Сюлли согласился сделать наследственными, но взимал при переходе их особую пошлину (1/60 часть продажной цены должности, т. н. полетта). Преобразования бюджета, баланс доходов и расходов позволили Сюлли понизить главный налог — талью — с 20 до 14 млн ливров. Притязания кредиторов государства были подвергнуты разбору, неосновательные требования отклонены, продажа и залог государственного имущества, а также жалование его в награду прекращены. Результатом всех этих мер был подъём народного благосостояния.
После убийства Генриха IV Сюлли вынужден был удалиться в деревню. Расточительность Марии Медичи приводила его в негодование. Против Сюлли были настроены граф Суассонский, герцог Бульонский и Кончино Кончини, которые восстановили против него и королеву. В январе 1614 года он написал королеве письмо и вышел в отставку. С его падением рушилась почти вся его система; однако и в изгнании он иногда давал советы министрам Людовика XIII.
В 1634 году Сюлли был произведен в маршалы Франции.
Большое значение имеют «Мемуары» Сюлли, хотя и не вполне достоверные («Mémoires des sages et royales économies d'état, domestiques, politiques et militaires de Henri le Grand», Амстерд., 1634).

## Мемуары Сюлли
Sully, de. Memoires de M. de Bethun, duc de Sully, ministre de Henry IV. T. 1-10. — Londres, 1778. 

T.1. — 322 p. 

T.2. — 439 p. 

T.3. — 436 p. 

T.4. — 355 p. 

T.5. — 378 p. 

T.6. — 376 p. 

T.7. — VI, 380 p. 

T.8. — VI, 293 p. 

T.9. Supplement. — IV, 308 p. 

T.10. Supplement. — VI, 238 p., 2 portr. 

В 10 том входят письма Генриха Четвёртого и его диалоги с Сюлли. 

Имеется перевод Мемуаров на русский язык XVIII века, но без приложения.